# Kostel svatého Martina (Pozlovice)
Kostel svatého Martina v Pozlovicích pochází z roku 1642. Nachází se na jižním svahu nad okrajem obce. Je centrem římskokatolické farnosti Pozlovice, která má společné duchovní správce se sousední farností Luhačovice. Je chráněn jako kulturní památka České republiky.

## Historie
Kostel nechal vybudovat majitel místního panství hrabě Pavel Serényi, kterého (spolu s jeho manželkou Klárou Trsťanskou) připomíná kamenná deska nad vstupem do kostelní věže. V roce 1671 získal kostel novou kazatelnu. V letech 1790-1792 proběhla další renovace kostela, byla přistavěna boční kaple, sakristie a hudební kruchta. Pod pravou kaplí kostela se nachází hrobka šlechtického rodu Serényiů, kterému patřilo panství Luhačovice. V 19. století tu bylo pohřbeno několik členů rodu, mimo jiné zakladatel luhačovických lázní hrabě Vincenc Serényi (1752–1810) nebo moravský zemský poslanec hrabě Gabriel Serényi (1817–1868).

## Do farnosti náleží obce
- Pozlovice
- Ludkovice
- Podhradí
- Řetechov
- (do roku 1958 Pradlisko)